# Amiota setigera
Amiota setigera este o specie de muște din genul Amiota, familia Drosophilidae, descrisă de Malloch în anul 1924. Conform Catalogue of Life specia Amiota setigera nu are subspecii cunoscute.